# Ion Călin
Ion Călin (n. 21 aprilie 1951, Vulpeni, România) este un politician român, membru al Partidului Social Democrat. În legislatura 2016-2020, Ion Călin este membru în grupurile parlamentare de prietenie cu Republica Cehă, Republica Franceză-Adunarea Națională, Regatul Spaniei. Ion Călin a fost membru în următoarele grupuri parlamentare de prietenie:
- în legislatura 2004-2008: Republica Argentina, Regatul Spaniei, Albania;
- în legislatura 2008-2012: Regatul Spaniei, Republica Orientală a Uruguayului, Republica Venezuela;
- în legislatura 2012-2016: Republica Portugheză, Republica Orientală a Uruguayului, Republica Coasta de Fildeș.

Ion Călin a fost prefect al Prefecturii Dolj în perioada 2003-2004.